# 滨湖新区
滨湖新区是安徽省合肥市正在建设中的一个新城区。滨湖新区总建设面积491平方公里，目前该新区尚未拿到国务院批文。行政上，该区目前仍然属于肥西县和包河区。2016年3月17日，经国务院批准，安徽省委、省政府等机关迁址到滨湖新区。

滨湖新区位于中国第五大淡水湖巢湖之滨，总用地面积约196平方千米，是合肥市通过巢湖、走入长江、融入长三角的水上门户。[1]
滨湖新区的发展定位是沿巢湖岸边规划建设滨湖新区，落实省委、省政府“加快现代化滨湖大城市建设，形成具有较强辐射带动力的省会经济圈”的决策部署，实现合肥从“环城”走向“滨湖”乃至“临江”的战略之举。
滨湖新区的建设将使合肥成为真正意义上的滨湖城市，沿巢湖风景线将成合肥的主要特色和魅力所在。新区的核心功能将体现为行政办公中心、商务文化会展中心、省级休闲旅游基地和综合居住。

## 交通
区内有合肥轨道交通 █ 1号线、 █ 5号线、 █ 7号线和 █ 8号线、 █ 12号线，以及数条公交线路。